# Крал на Франция
Това е списък на владетелите на Франция от разпадането на Франкската империя и обособяването на Западнофранкското кралство (843 г.) до падането на Втората империя през 1870 г.:

## Меровинги(428 – 737)
Името на Франция идва от германското племе наречено франки. Меровинговите крале започват като племенни водачи, като първи между тях е Клодион. Хлодвиг I е първият, който обединява тези племена в истинско кралство. След смъртта му, неговото кралство е разделено между синовете му на Соисон (Неустрия), Париж, Орлеан (Бургундия) и Мец (Австразия). Няколко Меровингски монарха съюзяват Франкското кралство и приемат титлата „Крал на Франките“. Но след смъртта им, според франкската традиция, кралството е разделяно между синовете му.
| Портрет | Име                                                        | Крал от         | Крал до         | Връзки с предшествениците си                        | Титла |
| ------- | ---------------------------------------------------------- | --------------- | --------------- | --------------------------------------------------- | --- |
|         | Клодион Дългокосия (Clodion le Chevelu)                    | 428             | 448             | • Син на Теодомер                                   | Крал на Салийските франки (Roi des Francs saliens)                                                                        |
|         | Меровей (Mérovée)                                          | 448             | 457             | • Син на Хлодио                                     | Крал на Салийските франки (Roi des Francs saliens)                                                                        |
|         | Хилдерих I (Childéric Ier)                                 | 457             | 481             | • Син на Меровей                                    | Крал на Салийските франки (Roi des Francs saliens)                                                                        |
|         | Хлодвиг I (Clovis Ier)                                     | 481             | 511             | • Син на Хилдерих I                                 | Крал на Франките (Roi des Francs)                                                                                         |
|         | Хилдеберт I (Childebert Ier)                               | 511             | 23 декември 558 | • Син на Хлодвиг I                                  | Крал на Париж (Roi de Paris)                                                                                              |
|         | Хлотар I Стария (Clotaire Ier le Vieux)                    | 23 декември 558 | 29 ноември 561  | • Син на Хлодвиг I • По-малък брат на Хилдеберт I   | Крал на Франките (Roi des Francs)                                                                                         |
|         | Хариберт I (Caribert Ier)                                  | 29 ноември 561  | 567             | • Син на Хлотар I                                   | Крал на Париж (Roi de Paris)                                                                                              |
|         | Хилперих I (Chilpéric Ier)                                 | 567             | 584             | • Син на Хлотар I • По-малък брат на Хариберт I     | Крал на Париж (Roi de Paris) Крал на Неустрия (Roi de Neustrie)                                                           |
|         | Хлотар II Великия, Младия (Clotaire II le Grand, le Jeune) | 584             | 18 октомври 629 | • Син на Хилперих I                                 | Крал на Неустрия (Roi de Neustrie) Крал на Париж (Roi de Paris) (595 – 629) Крал на Франките (Roi des Francs) (613 – 629) |
|         | Дагоберт I (Dagobert Ier)                                  | 18 октомври 629 | 19 януари 639   | • Син на Хлотар II                                  | Крал на Франките (Roi des Francs)                                                                                         |
|         | Хлодвиг II Мързеливия (Clovis II le Fainéant)              | 19 януари 639   | 31 октомври 657 | • Син на Дагоберт I                                 | Крал на Неустрия и Бургундия (Roi de Neustrie et de Bourgogne)                                                            |
|         | Хлотар III (Clotaire III)                                  | 31 октомври 657 | 673             | • Син на Хлодвиг II                                 | Крал на Неустрия и Бургундия (Roi de Neustrie et de Bourgogne) Крал на Франките (Roi des Francs) (657 – 663)              |
|         | Хилдерих II (Childéric II)                                 | 673             | 675             | • Син на Хлодвиг II • По-малък брат на Хлотар III   | Крал на Франките (Roi des Francs)                                                                                         |
|         | Теодорих III (Thierry III)                                 | 675             | 691             | • Син на Хлодвиг II • По-малък брат на Хилерих II   | Крал на Неустрия (Roi de Neustrie) Крал на Франките (Roi des Francs) (687 – 691)                                          |
|         | Хлодвиг IV (Clovis IV)                                     | 691             | 695             | • Син на Теодорих III                               | Крал на Франките (Roi des Francs)                                                                                         |
|         | Хилдеберт III Справедливия (Childebert III le Juste)       | 695             | 23 април 711    | • Син на Теодерих III • По-малък брат на Хлодвиг IV | Крал на Франките (Roi des Francs)                                                                                         |
|         | Дагоберт III                                               | 23 април 711    | 715             | • Син на Хилдеберт III                              | Крал на Франките (Roi des Francs)                                                                                         |
|         | Хилперих II (Chilpéric II)                                 | 715             | 13 февруари 721 | • Вероятно син на Хилдерик II                       | Крал на Неустрия и Бургундия (Roi de Neustrie et de Bourgogne) Крал на Франките (Roi des Francs) (719 – 721)              |
|         | Теодорих IV (Thierry IV)                                   | 13 февруари 721 | 737             | • Син на Дагоберт III                               | Крал на Франките (Roi des Francs)                                                                                         |

## Каролингско междуцарствие(737 – 743)
Последните меровингски крале, познати като лениви крале (rois fainéants) не притежават истинска политическа власт. Вместо това тя е предадена на Майордома. Когато Теодерих IV умира през 737 г., майордомът Карл Мартел оставя трона свободен и продължава да управлява до собствената си смърт през 741 г. Неговият син Пипин Късия възстановява малко от меровингската династия като издига Хилдерих III на трона през 743 г., само за да го прогони през 751 г.

## Меровинги, реставрация(743 – 752)
| Портрет | Име                          | Крал от | Крал до     | Връзки с предшествениците си            | Титла                             |
| ------- | ---------------------------- | ------- | ----------- | --------------------------------------- | --------------------------------- |
|         | Хилдерих III (Childéric III) | 743     | ноември 751 | • Син на Хиплерик II или на Теодерих IV | Крал на Франките (Roi des Francs) |

## Каролинги(752 – 987)
Каролингската династия, носеща името на своя родоначалник, Карл Мартел, взема властта във Франкското кралство през 752, когато майордомът Пипин Къси, син на Мартел, принуждава поредния от ленивите крале (наричани така заради безразличието си към държавните въпроси), Хилдерих III от Меровингската династия, да абдикира и се възкачил на негово място.
Империята се разраства при управлението на сина на Пипин – Карл I, наричан Шарлеман, когато границите ѝ се разпростират от Дания до Централна Италия, от Графство Бретан до Аварските земи. Със смъртта на Шарлеман кралството e наследено от сина му Луи I Благочестиви и неговите синове, най-големият – Лотар, Луи и Шарл. Луи I разделя помежду им голяма част от империята си, което поражда между братята спорове колко територия им се полага. Със смъртта на стария крал, най-малкият, Шарл, се съюзява с брат си Луи срещу новия император, Лотар, и му обявяват война. Съюзниците побеждават брат си в битката при Фонтеней през 841 г. До август 843 г. Лотар, изтощен от битките, се предава и е принуден да подпише Вердюнския договор, с който империята на Карл Велики е разделена между тримата. Луи, наричан оттук нататък Луи Немски, получава най-източните части, днешна Германия; Шарл взел най-западните, Франция.
| Портрет | Име                                         | Крал от          | Крал до          | Връзки с предшествениците си                                              | Титла                                                                                      |
| ------- | ------------------------------------------- | ---------------- | ---------------- | ------------------------------------------------------------------------- | ------------------------------------------------------------------------------------------ |
|         | Пипин Късия (Pépin le Bref)                 | 752              | 24 септември 768 | • Син на Карл Мартел, роднина на Хлодио                                   | Крал на Франките (Roi des Francs)                                                          |
|         | Карломан I                                  | 24 септември 768 | 4 декември 771   | • Син на Пипин Късия                                                      | Крал на Франките (Roi des Francs)                                                          |
|         | Карл Велики (Charlemagne)                   | 24 септември 768 | 28 януари 814    | • Син на Пипин Късия                                                      | Крал на Франките (Roi des Francs) Император на римляните (Imperator Romanorum) (800 – 814) |
|         | Луи I Благочестиви (Louis Ier le Pieux)     | 28 януари 814    | 20 юни 840       | • Син на Карл Велики                                                      | Крал на Франките (Roi des Francs) Император на римляните (Imperator Romanorum)             |
|         | Шарл Плешиви (Charles II le Chauve)         | 20 юни 840       | 6 октомври 877   | • Син на Лудвиг I                                                         | Крал на Франките (Roi des Francs) Император на римляните (Imperator Romanorum) (875 – 877) |
|         | Луи II Пелтекът (Louis II le Bègue)         | 6 октомври 877   | 10 април 879     | • Син на Карл II                                                          | Крал на Франките (Roi des Francs)                                                          |
|         | Луи III                                     | 10 април 879     | 5 август 882     | • Син на Луи II                                                           | Крал на Франките (Roi des Francs)                                                          |
|         | Карломан II                                 | 10 април 879     | 6 декември 884   | • Син на Луи II                                                           | Крал на Франките (Roi des Francs)                                                          |
|         | Шарл III Дебелия (Charles le Gros)          | 20 май 885       | 13 януари 888    | • Син на Лудвиг II • Внук на Лудвиг Благочестиви • Правнук на Карл Велики | Крал на Франките (Roi des Francs) Император на римляните (Imperator Romanorum) (881 – 887) |
|         | Одо Парижки (Eudes de Paris)                | 29 февруари 888  | 1 януари 898     | • Син на Робер Силни (Робертини) • Избран за крал пред младия Шарл III    | Крал на Франките (Roi des Francs)                                                          |
|         | Шарл III Прости (Charles III le Simple)     | 28 януари 893    | 30 юни 922       | • Син на Луи II • По-малък полубрат на Луи III и Карломан II              | Крал на Франките (Roi des Francs)                                                          |
|         | Робер I (Robert Ier)                        | 30 юни 922       | 15 юни 923       | • Син на Робер Силни (Робертини) • По-малък брат на Одо                   | Крал на Франките (Roi des Francs)                                                          |
|         | Раул (Raoul de France)                      | 14 юли 923       | 15 януари 936    | • Зет на Робер I                                                          | Крал на Франките (Roi des Francs)                                                          |
|         | Луи IV от Отвъдморето (Louis IV d'Outremer) | 19 юни 936       | 10 септември 954 | • Син на Шарл III                                                         | Крал на Франките (Roi des Francs)                                                          |
|         | Лотар (Lothaire de France)                  | 12 ноември 954   | 2 март 986       | • Син на Луи IV                                                           | Крал на Франките (Roi des Francs)                                                          |
|         | Луи V Ленивия (Louis V le Fainéant)         | 8 юни 986        | 22 май 987       | • Син на Лотар                                                            | Крал на Франките (Roi des Francs)                                                          |

## Капетингска Династия
Когато Луи V умира, оставя престола без наследник. Всеобщо е решено кралството да бъде предадено в силните и сигурни ръце на френския херцог Хуго Капет, от Саксонската династия, който още от управлението на Лотар управлява необезпокояван. Хуго е признат от аристокрацията и духовенството и коронован на 3 юли 987 г. Властта му, въпреки това ме може да се предава наследствено и за това, за да запази властта в рода си, той представя сина си като свой наследник като rex Franconum (крал на Франките). Съответно синът му представя своя син като наследник, и той - своя. Властта се предава така между първите Капетинги до Филип II Огюст, който учреждава властта задължително да се предава от баща на син.
Директни Капетинги се отнася до поредица от крале в периода 987 – 1328 г., предаващи властта по този начин, от баща на син (с изключение на последните двама). Включва седемнадесет монарси, управлявали в период от близо 340 години.

### Директни Капетинги (987 до 1328)
| Портрет | Име                                                         | Крал от           | Крал до           | Връзки с предшествениците си               | Титла                                                                |
| ------- | ----------------------------------------------------------- | ----------------- | ----------------- | ------------------------------------------ | -------------------------------------------------------------------- |
|         | Хуго Капет (Hugues Capet)                                   | 3 юли 987         | 24 октомври 996   | • Внук на Робер I                          | Крал на Франките (Roi des Francs)                                    |
|         | Робер II Благочестиви, Мъдрия (Robert II le Pieux, le Sage) | 24 октомври 996   | 20 юли 1031       | • Син на Хуго Капет                        | Крал на Франките (Roi des Francs)                                    |
|         | Анри I (Henri Ier)                                          | 20 юли 1031       | 4 август 1060     | • Син на Робер II                          | Крал на Франките (Roi des Francs)                                    |
|         | Филип I Влюбчивия (Philippe Ier l' Amoureux)                | 4 август 1060     | 29 юли 1108       | • Син на Анри I                            | Крал на Франките (Roi des Francs)                                    |
|         | Луи VI Дебелия (Louis VI le Gros)                           | 29 юли 1108       | 1 август 1137     | • Син на Филип I                           | Крал на Франките (Roi des Francs)                                    |
|         | Луи VII Младия (Louis VII le Jeune)                         | 1 август 1137     | 18 септември 1180 | • Син на Луи VI                            | Крал на Франките (Roi des Francs)                                    |
|         | Филип II Огюст (Philippe II Auguste)                        | 18 септември 1180 | 14 юли 1223       | • Син на Луи VII                           | Крал на Франките (Roi des Francs)                                    |
|         | Луи VIII Лъвът (Louis VIII le Lion)                         | 14 юли 1223       | 8 ноември 1226    | • Син на Филип II Огюст                    | Крал на Франките (Roi des Francs)                                    |
|         | Св. Луи IX (Saint Louis)                                    | 8 ноември 1226    | 25 август 1270    | • Син на Луи VIII                          | Крал на Франките (Roi des Francs) Небесен покровител на цяла Франция |
|         | Филип III Смелия (Philippe III le Hardi)                    | 25 август 1270    | 5 октомври 1285   | • Син на Луи IX                            | Крал на Франките (Roi des Francs)                                    |
|         | Филип IV Хубави (Philippe IV le Bel)                        | 5 октомври 1285   | 29 ноември 1314   | • Син на Филип III                         | Крал на Франция и Навара (Roi de France et de Navarre)               |
|         | Луи Х Вироглавия (Louis X le Hutin)                         | 29 ноември 1314   | 5 юни 1316        | • Син на Филип IV                          | Крал на Франция и Навара (Roi de France et de Navarre)               |
|         | Жан I Посмъртни (Jean Ier le Posthume)                      | 15 ноември 1316   | 20 ноември 1316   | • Син на Луи X                             | Крал на Франция и Навара (Roi de France et de Navarre)               |
|         | Филип V Дълги (Philippe V le Long)                          | 20 ноември 1316   | 3 януари 1322     | • Син на Филип IV По-малък брат на Луи X   | Крал на Франция и Навара (Roi de France et de Navarre)               |
|         | Шарл IV Хубави (Charles IV le Bel)                          | 3 януари 1322     | 1 февруари 1328   | • Син на Филип IV По-малък брат на Филип V | Крал на Франция и Навара (Roi de France et de Navarre)               |

В списъка не са Хуго Магнус, най-голям си на Робер II и Филип Френски, най-голям син на Луи VI; и двамата управляват заедно с бащите си (според ранна капетингска практика кралете коронясвали техните наследници докато са още живи и споделяли властта с тях), но умират преди тях. Тъй като нито Хуго, нито Филип са самостоятелни крале в живота си, те традиционно не са вписвани като крале на Франция.

### Династия Валоа(1328 – 1589)
Със смъртта на последния от преките наследници от династията на Капетингите кралството е изправено пред династическа криза. Възниква спор относно законния наследник на френския престол, като всяка страна твърди, че нейните претенции са по-основателни от тези на останалите претенденти. От една страна, това е Едуард III Плантагенет, внук на Филип IV по майчина линия, от друга, – Карл II Злия, крал на Навара, внук на Луи Х по майчина линия, и накрая – родът Валоа, водещ началото си от Шарл дьо Валоа, син на Филип III Смелия. За разрешаване на този въпрос в Парижкия университет е свикано събрание на френските барони и духовенство, което заключава, че според Салическото право правото на престолонаследие не може да се предава по женска линия, и затова Филип дьо Валоа, син на Шарл дьо Валоа, е признат за законен наследник и на 29 май 1328 г. е коронован за френски крал.
Като знак на недоволството си от несправедливото според него решение английският крал Едуард III, който е и херцог на Нормандия (васално херцогство в Северна Франция), отказва да положи васална клетва за вярност като нормандски херцог пред новия крал. В Париж е изпратен епископът на Харифорд, който обявява война на Франция от името на Едуард, с което се слага началото на Стогодишната война, опустошила страната и довела до смъртта на десетки хиляди души.
| Портрет | Име                                                                 | Крал от           | Крал до           | Връзки с предшествениците си                      | Титла                           |
| ------- | ------------------------------------------------------------------- | ----------------- | ----------------- | ------------------------------------------------- | ------------------------------- |
|         | Филип VI дьо Валоа, Късметлията (Philippe VI de Valois, le Fortuné) | 1 февруари 1328   | 22 август 1350    | • Син на Шарл дьо Валоа, който е син на Филип III | Крал на Франция (Roi de France) |
|         | Жан II Добрия (Jean II le Bon)                                      | 22 август 1350    | 8 април 1364      | • Син на Филип VI                                 | Крал на Франция (Roi de France) |
|         | Шарл V Мъдрия (Charles V le Sage)                                   | 8 април 1364      | 16 септември 1380 | • Син на Жан II                                   | Крал на Франция (Roi de France) |
|         | Шарл VI Обичния, Лудия (Charles VI le Bienaimé, le Fol)             | 16 септември 1380 | 21 октомври 1422  | • Син на Шарл V                                   | Крал на Франция (Roi de France) |
|         | Шарл VII Победоносния (Charles VII le Victorieux)                   | 21 октомври 1422  | 22 юли 1461       | • Син на Шарл VI                                  | Крал на Франция (Roi de France) |
|         | Луи XI Предпазливия (Louis XI le Prudent)                           | 22 юли 1461       | 30 август 1483    | • Син на Шарл VII                                 | Крал на Франция (Roi de France) |
|         | Шарл VIII Любезния ((Charles VIII l'Affable)                        | 30 август 1483    | 7 април 1498      | • Син на Луи XI                                   | Крал на Франция (Roi de France) |

### Династия Валоа-Орлеан(1498 – 1515)
Династия с един представител, Луи XII, херцог на Орлеан, наследил Шарл VIII, тъй като последният не оставя мъжки наследник. От своя страна Луи ХII също няма наследник по мъжка линия, поради което крал става братовчед му Франсоа I.
| Портрет | Име                                                    | Крал от      | Крал до       | Връзки с предшествениците си | Титла                           |
| ------- | ------------------------------------------------------ | ------------ | ------------- | --- | ------------------------------- |
|         | Луи XII Бащата на народа (Louis XII le Père du Peuple) | 7 април 1498 | 1 януари 1515 | • Правнук на Шарл V • Втори братовчед, и по първия му брак, зет на Луи XI • Съпруг на Анна Бретанска вдовица на Шарл VIII, от втория му брак | Крал на Франция (Roi de France) |

### Династия Валоа-Ангулем(1515 – 1589)
| Портрет | Име                      | Крал от         | Крал до         | Връзки с предшествениците си                                                  | Титла                           |
| ------- | ------------------------ | --------------- | --------------- | ----------------------------------------------------------------------------- | ------------------------------- |
|         | Франсоа I (François Ier) | 1 януари 1515   | 31 март 1547    | • Праправнук на Шарл V • Първи братовчед, и по първия му брак, зет на Луи XII | Крал на Франция (Roi de France) |
|         | Анри II (Henri II)       | 31 март 1547    | 10 юли 1559     | • Син на Франсоа I                                                            | Крал на Франция (Roi de France) |
|         | Франсоа II (François II) | 10 юли 1559     | 5 декември 1560 | • Син на Анри II                                                              | Крал на Франция (Roi de France) |
|         | Шарл IX (Charles IX)     | 5 декември 1560 | 30 май 1574     | • Син на Анри II • По-малък брат на Франсоа II                                | Крал на Франция (Roi de France) |
|         | Анри III (Henri III)     | 30 май 1574     | 2 август 1589   | • Син на Анри II • По-малък брат на Шарл IX                                   | Крал на Франция (Roi de France) |

### Династия Бурбон(1589 – 1792)
Династията произхожда от Робер дьо Клермон, син на Луи IX Свети, чийто син получава титлата херцог на Бурбон през 1327 г. Макар титлата да им е отнета два века по-късно, те запазват името си непроменено. С брака между Жана III Наварска и Антоан дьо Бурбон родът става кралска династия. Техният син, Анри III, крал на Навара от 1572 г., е признат за крал на Франция след смъртта на последния от династията Валоа, Анри III, през 1589 г., и е коронован и за френски крал като Анри IV и така обединява двете кралства в лична уния.
Синът му Луи XIII обединява двете кралства през 1620 г., но въпреки това владетелите от династията продължават да използват титлата Крал на Навара дълго след Френската Революция.
През 1724 г. след смъртта на бездетния Карлос II Испански внукът на Луи XIV, Филип, става крал на Испания. От испанския клон произлизат и бъдещите крале на Кралството на Двете Сицилии.
| Портрет | Име                                                                                    | Крал от          | Крал до           | Връзки с предшествениците си | Титла |
| ------- | -------------------------------------------------------------------------------------- | ---------------- | ----------------- | --- | --- |
|         | Анри IV, Добрия крал Анри, Зеления галант (Henri IV, le Bon Roi Henri, le Vert-Galant) | 2 август 1589    | 14 май 1610       | • Десето поколение наследник на Луи IX по мъжки пол • Праплеменник на Франсоа I • Втори братовчед, и по първи брак баджанак, на Франсоа II, Шарл IX и Анри III | Крал на Франция и Навара (Roi de France et de Navarre)                                                                   |
|         | Луи XIII Целомъдрения, Справедливия (Louis XIII le Chaste, le Juste)                   | 14 май 1610      | 14 май 1643       | • Син на Анри IV | Крал на Франция и Навара (Roi de France et de Navarre)                                                                   |
|         | Луи XIV Велики, Кралят Слънце (Louis XIV le Grand, le Roi Soleil)                      | 14 май 1643      | 1 септември 1715  | • Син на Луи XIII | Крал на Франция и Навара (Roi de France et de Navarre)                                                                   |
|         | Луи XV Обичния (Louis XV le Bien-Aimé)                                                 | 1 септември 1715 | 10 май 1774       | • Правнук на Луи XIV | Крал на Франция и Навара (Roi de France et de Navarre)                                                                   |
|         | Луи XVI, Последния (Louis XVI le Dernier)                                              | 10 май 1774      | 21 септември 1792 | • Внук на Луи XV | Крал на Франция и Навара (Roi de France et de Navarre) (1774 – 1789) Крал на французите (Roi des Français) (1789 – 1792) |

От 21 септември 1792 г. Франция е република, а кралското семейство е затворено в крепостта Тампл. На 21 януари 1793 г. Луи XVI е екзекутиран и негов наследник като крал на Франция от гледна точка на роялистите до 8 юни 1795 г. е синът му – Луи-Шарл (Луи XVII); всъщност дофинът умира в крепостта Тампл, докато властта е в ръцете на лидерите на републиката. След смъртта на дофина правото на престолонаследие преминава към неговия чичо Луи-Станислас (брат на Луи XVI), но той става крал на Франция de facto едва през 1814 г. като Луи XVIII.

## Първа република(1792 – 1804)
Първата френска република съществува от 1792 г. до 1804 г., когато Наполеон Бонапарт се обявява за император на французите.

## Бонапарти,Първа френска империя(1804 – 1814)
| Портрет | Име                                         | Крал от     | Крал до       | Връзки с предшествениците си | Титла                                           |
| ------- | ------------------------------------------- | ----------- | ------------- | ---------------------------- | ----------------------------------------------- |
|         | Наполеон I, Велики (Napoléon Ier, le Grand) | 18 май 1804 | 11 април 1814 | –                            | Император на французите (Empereur des Français) |

## Капетинги,Династия Бурбон, реставрация(1814 – 1815)
| Портрет | Име                                       | Крал от       | Крал до      | Връзки с предшествениците си                  | Титла                                                  |
| ------- | ----------------------------------------- | ------------- | ------------ | --------------------------------------------- | ------------------------------------------------------ |
|         | Луи XVIII Желания (Louis XVIII le Desiré) | 11 април 1814 | 20 март 1815 | • По-малък брат на Луи XVI / чичо на Луи XVII | Крал на Франция и Навара (Roi de France et de Navarre) |

## Бонапарти,Първа империя, реставрация(Стоте дни, 1815)
| Портрет | Име                       | Крал от      | Крал до     | Връзки с предшествениците си | Титла                                           |
| ------- | ------------------------- | ------------ | ----------- | ---------------------------- | ----------------------------------------------- |
|         | Наполеон I (Napoléon Ier) | 20 март 1815 | 22 юни 1815 | –                            | Император на французите (Empereur des Français) |

От 22 юни до 7 юли 1815 г., Бонапартите смятат за законен наследник на трона сина на Наполеон I, Наполеон II, след като баща му абдикира в негова полза. Обаче неговото право на престолонаследник не е признато от победителите и той е изпратен с майка си в Австрия. Луи XVIII е избран за крал на 7 юли.

## Капетинги,Реставрация на Бурбоните(1815 – 1830)
| Портрет | Име                                       | Крал от           | Крал до           | Връзки с предшествениците си                  | Титла                                                  |
| ------- | ----------------------------------------- | ----------------- | ----------------- | --------------------------------------------- | ------------------------------------------------------ |
|         | Луи XVIII Желания (Louis XVIII le Desiré) | 7 юли 1815        | 16 септември 1824 | • По-малък брат на Луи XVI / чичо на Луи XVII | Крал на Франция и Навара (Roi de France et de Navarre) |
|         | Шарл X (Charles X)                        | 16 септември 1824 | 2 август 1830     | • По-малък брат на Луи XVIII                  | Крал на Франция и Навара (Roi de France et de Navarre) |

Най-възрастният син и наследник на Шарл X, дофинът Луи-Антоан, обикновено е смятан за законен крал на Франция като Луи XIX за 20-те минути между подписването на абдикацията на Шарл X и тази на дофина.

Анри д'Артоа, внук на Шарл X, е смятан от монархистите за титулярен крал на Франция, под името Анри V от 2 август 1830 г. до 9 август 1830 г., но официално никога не е признаван за френски монарх.

## Капетинги,Династия Бурбон-Орлеан(Юлска монархия1830 – 1848)
| Портрет | Име                                                         | Крал от       | Крал до          | Връзки с предшествениците си                                                                           | Титла                                 |
| ------- | ----------------------------------------------------------- | ------------- | ---------------- | --- | ------------------------------------- |
|         | Луи-Филип Гражданинът крал (Louis Philippe, le Roi Citoyen) | 9 август 1830 | 24 февруари 1848 | • Шесто поколение наследник на Луи XIII по мъжка линия • Пети братовчед на Луи XVI, Луи XVIII и Шарл X | Крал на французите (Roi des Français) |

## Втора република(1848 – 1852)
Втората френска република съществува от 1848 г. до 1852 г., когато президентът, Луи-Наполеон Бонапарт, е обявен за император на французите.

## Бонапарти,Втора Империя, реставрация(1848 – 1870)
| Портрет | Име                         | Крал от         | Крал до          | Връзки с предшествениците си | Титла                                           |
| ------- | --------------------------- | --------------- | ---------------- | ---------------------------- | ----------------------------------------------- |
|         | Наполеон III (Napoléon III) | 2 декември 1852 | 4 септември 1870 | • Племенник на Наполеон I    | Император на французите (Empereur des Français) |